# François de L'Aubespine

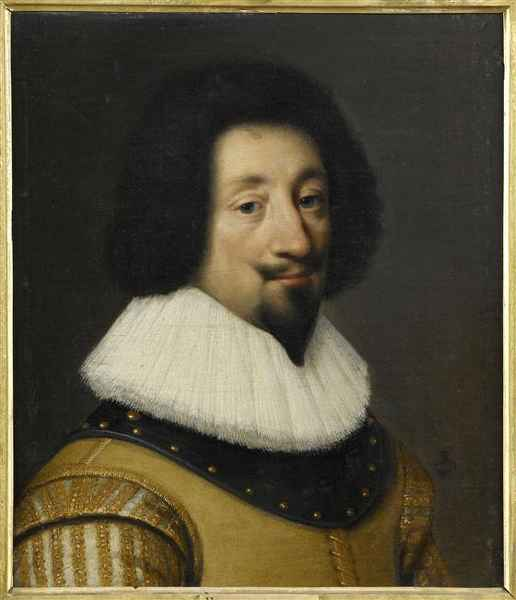
L'Aubespine

François de l'Aubespine (Aubépine) (1584 - 17 maart 1670), markies van Hauterive, was een Franse kolonel en latere generaal, die in Nederland tijdens de Tachtigjarige Oorlog het bevel voerde over een van de Franse regimenten in Staatse dienst.

## Biografie
François was de zoon van Guillaume de L'Aubespine, baron van Châteauneuf, en de broer van Charles de L'Aubespine, die net als François markies was. L'Aubespine was chef van een van de drie Franse regimenten in dienst van de Staten-Generaal van de Nederlanden. Hij was onder meer betrokken bij het Beleg van Groenlo als onderhandelaar tussen de belegerde Spaanse troepen in de vesting en de Staatse troepen.
Hij nam tevens deel aan de belegering en inname van Maastricht in 1632. Prins Frederik Hendrik van Oranje had een groot vertrouwen in hem, mede omdat hij een tegenstander was van kardinaal de Richelieu. L'Aubespine was generaal van de Franse infanterie in Nederland. Hij werd in 1639 benoemd tot gouverneur van Breda.
- Gemeinsame Normdatei: 1270634917
- Nederlandse Thesaurus van Auteursnamen: 308129113
- Système universitaire de documentation: 168413329
- Virtual International Authority File: 287645456
- WorldCat: E39PBJhdbPcWfddHWd48pX3RKd